# 角田式美
角田 式美（かどた しきみ、1925年4月2日 - 2016年10月3日）は、実業家、角栄建設（後：ジョイント・レジデンシャル不動産）、角栄ガス創業者。

## 経歴
広島県比婆郡東城町（現：庄原市）の理髪店に7人兄弟の5番目に生まれる。小学校を出ると広島市の饅頭屋に奉公、かたわら修道中学の夜間部に通う。同校を中退して大阪に出て山一證券の場立ちをするが敗戦で帰郷。製材所を興し復興景気の波に乗り成功も、戦死した叔父の未亡人で、17歳年上の4人の子連れとの結婚に親戚中から猛反対に遭い、一家で夜逃げして東京に出奔した。
印刷工、興信所の調査員から池袋駅西口で靴みがきまでやった。一家6人が住む六畳一間の立ち退きを求められ、なけなしの金をはたいて六畳、四畳の一軒家を建てた。角田はこれで持ち家の尊さを知る。「もし安い値段で家を売ったら、人も喜ぶはず」と一念発起、1958年近所の空き地にとりあえず一軒建てたのが角栄建設創業の第一号事業となる。社名は自身の名前と会社が栄えるという意味で付けた。マスメディアで田中角栄の露出が多くなると関連会社でないかと角栄建設もよく取り上げられたが関係は全くない。所要資金20万円。それが22万円で売れた。同社の「利益一割主義」はこれを基礎にしていた。
その後、東京近郊の大規模団地建設で事業を伸ばす。1964年埼玉県と千葉県で角栄団地として分譲された地域において都市ガスの供給を行う角栄ガスも創業。
住宅の見学に来た客から、「幼稚園はどこに通うことになりますか」と問われたのをきっかけに、「この地域に、幼稚園が必要だ」と考え、1963年に狭山ヶ丘角栄団地施設として私立角栄幼稚園を開園。1973年に学校法人わかば学園（2012年に学校法人角田学園に名称変更）を設立した。
1987年、角田は角栄建設の経営権を日本長期信用銀行（当時）に譲渡。代わりに同銀行が保有していた角栄ガスの株式を買い取り、ガス事業以外からの経営から退いた。なお、角栄建設は1989年エルカクエイに商号変更したが、メインバンクだった長銀の破綻の影響で2000年倒産。負債総額は約1351億円。その後、ジョイント・コーポレーションが株式を取得、2005年7月に更生手続を終結させてジョイント・レジデンシャル不動産へと改称されたが、2009年に再び会社更生法の適用を申請し倒産した。負債総額は約204億円。
以降、エルカクエイから事業を切り離していた角栄ガスの社長を務めた。
2016年10月3日、急性呼吸不全のため死去。